# Stanton Wheeler
Stanton Wheeler (* 1930 in Pomona; † 7. Dezember 2007 in New Haven) war ein US-amerikanischer Soziologe, der an der Yale University und der Yale Law School forschte und lehrte. Er amtierte 1974/75 als Präsident der Society for the Study of Social Problems.

## Werdegang und Wirken
Wheeler machte 1956 das Master-Examen an der University of Washington, wo er 1958 zum Ph.D. promoviert wurde. Bereits 1956 wurde er als Soziologie-Dozent an der University of Washington tätig, 1558 wechselte er als Assistant Professor an die Harvard University. Es folgte 1960 ein Auslandsaufenthalt als Fulbright-Forschungsstipendiat an den Instituten für Soziologie und Kriminologie der Universität Oslo. Danach kehrte er erst an die Harvard University zurück und dann 1963 als Associate Professor an die Washington University.  Von 1964 bis 1968 war er für die Russell Sage Foundation tätig. Zugleich begann 1966 seine Lehrtätigkeit an der Yale University, wo er 1968 auch an der Yale Law School lehrte und dort als einer der ersten Nicht-Juristen Professor wurde. Von 1970 bis 1971 war er zudem Fellow am Center for Advanced Study in the Behavioral Sciences an der Stanford University. Von 1985 bis 1987 ließ sich Wheeler von Yale beurlauben und wirkte als Präsident der Amateur Athletic Foundation of Los Angeles.
Seine wissenschaftlichen Interessen galten der Strafrechtspflege (Crimal Justice), der Wirtschaftskriminalität, der Rechtssoziologie und dem Sportrecht.
Wheeler war ein leidenschaftlicher Jazzmusiker und spielte Trompete, Kornett und Flügelhorn in verschiedenen Bands.

## Schriften (Auswahl)
- Mit Orville G. Brim: Socialization after childhood. Two essays. R. E. Krieger Pub. Co., Huntington 1976, ISBN 0882753800.
- Mit Kenneth Mann und Austin Sarat: Sitting in judgment. The sentencing of white-collar criminals. Yale University Press, New Haven 1988, ISBN 0300039832.
- Mit David C. Hammack: Social science in the making. Essays on the Russell Sage Foundation 1907–1972., Russell Sage Foundation, New York 1994; ISBN 0871543478.